# リー・トン・フー
リー・トン・フー または フランク・リー (英語: Lee Tung Foo, Frank Lee、中国語: 李 從福) は、アメリカ合衆国で活動していたカリフォルニア州生まれの中国系アメリカ人ヴォードヴィル・パフォーマー。英語、ドイツ語、ラテン語で演じていた。後年映画俳優となった。
45歳の時、ニューヨークでジュン・サイ・マンダリン・レストランという中華料理レストランを開業した。2店目のイミグ・サイと共に、戦略的にブロードウェイの近くに位置していた。
1930年代までに俳優業に戻り、1932年までにいくつかの端役を演じ、その後映画『The Skull Murder Mystery 』のワン・ユン役に配役された。その後も端役で出演し続け、1939年の映画『The Mystery of Mr. Wong 』で探偵ミスター・ウォンの執事役に配役された。1962年、87歳で出演した映画『影なき狙撃者』が最後の作品となり、クレジット無しの「ロビーの男」役であった。

## 生い立ち
1875年、カリフォルニア州ワトソンビルにて華僑の息子として生まれた。両親はワトソンビルでクリーニングおよびグロサリー業を開始したが、何度も転居し、最終的にカリフォルニア州リポンに定住した。若い頃、リーは父親から学校を中退して家業に常勤するよう圧力がかかり家出をした。使用人として働き、進学を勧める雇用主からアメリカの音楽を教えられた。レコード店のオーナーのジーノ・モウヴィスのオークランドにある自宅の使用人となったリーは、モウヴィスの妻で中国長老派教会で働くメイから影響を受けた。リーは教会の聖歌隊で歌い、ピアノおよびハーモニウムを演奏した。この間サンフランシスコ・ベイエリアでよく知られた声楽教師マーガレット・ブレイク・アルヴァーソンから指導を受けていた。

## キャリア初期
1905年、初めてヴォードヴィルの舞台に登場した。19世紀後半、舞台および報道機関で増幅してきていた差別の撤廃を望んでいた。リーはそれまで中国系アメリカ人ヴォードヴィリアンがやったことのない方法での舞台を作り上げた。イエローフェイスを施し、オペラやポピュラー・ソングを歌いながら民族的物真似やコメディ風の口上を述べてヨーロッパ系アメリカ人俳優が演じるアジア人像を風刺した。一般的に知られるイエローフェイス、そして音楽やコメディの才能の融合により、リーはすぐに世間に知られるようになった。リーの歌がうまいことから、中国人というのは同じように歌がうまいものだと思われるようになった。リーは中国人の音楽の才能が低いというステレオタイプを打破し、アメリカの大衆文化において中国系アメリカ人俳優の最前線となった。

## 巡業
キャリアが上がり、リーはアメリカ、カナダ、グレートブリテン島やベルギーなどのヨーロッパにあるヴォードヴィル劇場を巡業した。14年におよぶ巡業において、リーのヴォードヴィルでは主にオペラやポピュラー・ソングを歌う他、アイルランド人、スコットランド人、中国人の風刺なども行われていた。最も有名なネタは華僑のステレオタイプを嘲るものや、スコットランド人ヴォードヴィル俳優ハリー・ラウダーのキャラクターである「ハイランダー」を用いたスコットランドのカリカチュアであった。
リーは様々な楽曲を習得した。それらの曲の多くはジョアキーノ・ロッシーニの『スターバト・マーテル』(1837年)から『その民の罪のために』、カール・ボウムの『Still wie die Nacht 』など難解とされる曲であった。コミック・オペラでは『The Watcher 』(1846年)、『The Holy City 』(1892年)、『Thora 』(1905年)などを使用していた。また『Tin Pan Alley 』の多くの曲や南北戦争をテーマにしたミュージカル『When Johnny Comes Marching Home 』の『My Own United States 』(1909年)などのポピュラーな曲も演奏していた。

## ハリウッドでの俳優業
1920年までにリーはヴォードヴィルを辞め、ニューヨークでレストランを経営していた。1918年に結婚し、家庭を大事にするようになった。しかしロサンゼルスに戻りトーキーの映画に出演するようになり人気となった。以降しばしばアジア人のステレオタイプの端役を演じていた。少なくとも39本の映画に出演しており、リーが演じた役は移民労働者、料理人、使用人、ウエイター、クリーニング店員などであった。最もよく知られた役は『They Knew What They Wanted 』(1940年)、『Phantom of Chinatown 』(1940年)のフー役であった。また1950年代、『ローン・レンジャー』にも出演したことがある。

## フィルモグラフィ
- 将軍暁に死す The General Died at Dawn – 1936年[4]
- 明朗色時代 Top of the Town – 1937年[4]
- ワイキキの結婚 Waikiki Wedding – 1937年[4]
- Change of Heart – 1938年[4]
- Mr. Wong, Detective – 1938年[4]
- Barricade – 1939年[4]
- Mr. Wong in Chinatown – 1939年[4]
- Stand Up and Fight – 1939年[4]
- 大編隊 Flight Command – 1940年[4]
- Phantom of Chinatown – 1940年[4]
- Phantom Raiders – 1940年[4]
- They Knew What They Wanted – 1940年[4]
- 恋に踊る Dance, Girl, Dance – 1940年[5]
- パナマの死角 Across the Pacific – 1942年[6]
- ローラ殺人事件 Laura – 1944年[7]
- 決闘カリブ街道 The Cariboo Trail – 1950年[8]